# Сесера
Сесера (фр. Cesseras) је насеље и општина у јужној Француској у региону Лангдок-Русијон, у департману Еро која припада префектури Безје.
По подацима из 2011. године у општини је живело 369 становника, а густина насељености је износила 24,49 становника/km². Општина се простире на површини од 15,07 km². Налази се на средњој надморској висини од 85 метара (максималној 417 m, а минималној 54 m).

## Демографија
| 1962. | 1968. | 1975. | 1982. | 1990. | 1999. | 2011. |
| ----- | ----- | ----- | ----- | ----- | ----- | ----- |
| 560   | 442   | 433   | 388   | 382   | 400   | 369   |

График промене броја становника у току последњих година